# Ippica

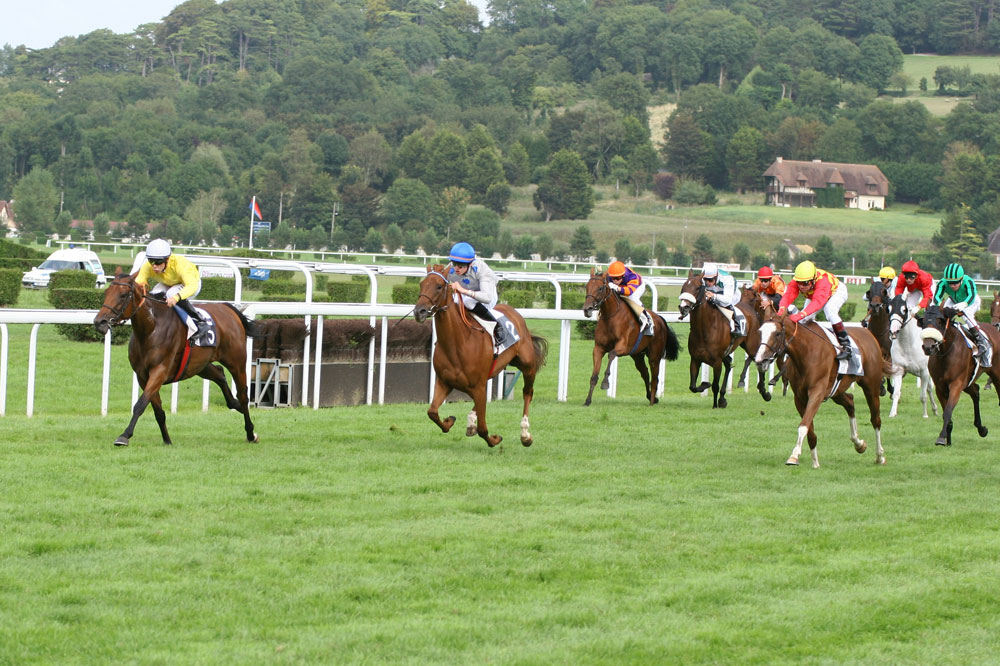
Corsa al galoppo

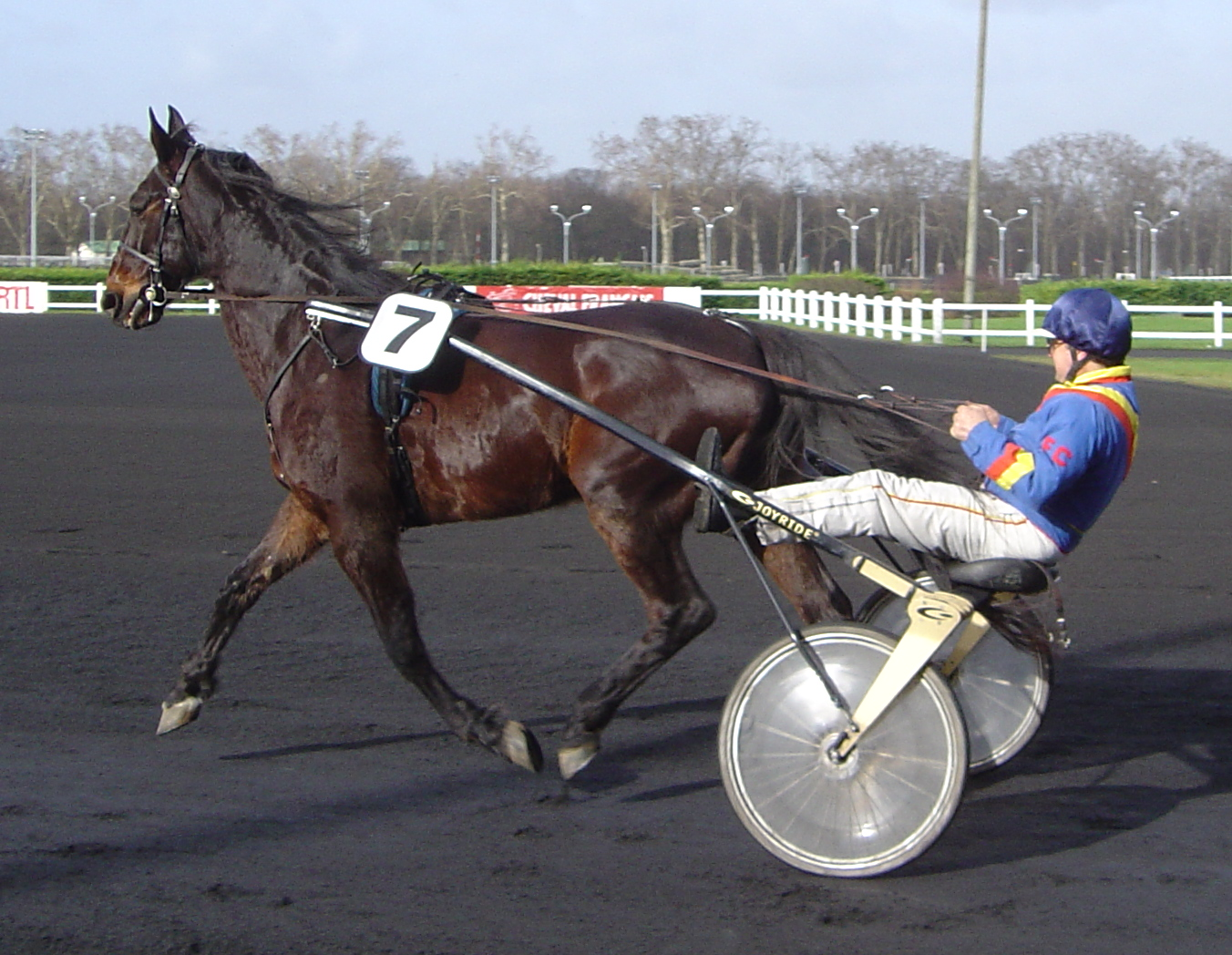
Trottatore con sulky

Con il termine ippica si indicano le discipline dell'equitazione sportiva dove il cavallo corre su pista accompagnato (ippodromo).
Nelle corse al galoppo si utilizza un cavallo purosangue (prevalentemente il purosangue inglese), che viene montato dal fantino, che è seduto su una sella piccola e leggera posta sul dorso dell'animale. Nelle corse al trotto si utilizza il cavallo trottatore, il cui guidatore (driver) siede su di un piccolo calesse a due ruote, detto "sulky", trainato dall'animale.
Specialità meno diffuse sono: le corse di trotto montato (cavallo al trotto, ma con fantino in sella), corse di trotto per pariglie (due cavalli appaiati con un unico sulky), le corse all'ambio.
L'allevamento di questi cavalli atleti richiede grande dedizione e passione. I cavalli vengono destinati alla preparazione per le corse all'età di diciotto mesi e iniziano a correre dal secondo anno di vita. La selezione avviene sia nel campo genetico che in quello morfologico.

## Storia
Nell'antica Grecia, nell'antica Roma e nell'Impero bizantino le corse di cavalli erano molto popolari, in particolare le corse di bighe e quadrighe. Le corse di cavalli erano uno sport delle Olimpiadi antiche, in cui era incoronato vincitore non l'auriga, ma il proprietario del cavallo, che spesso era un tiranno.
A Roma e a Bisanzio le corse si tenevano in appositi impianti monumentali, i più famosi dei quali sono il Circo Massimo e l'Ippodromo di Costantinopoli. In queste due città le scuderie che si affrontavano erano sempre le stesse e si distinguevano per il colore delle vesti e dei finimenti; la plebe cittadina era divisa in vere e proprie "tifoserie" che sostenevano le rispettive scuderie. A Roma questo tipo di corse si celebrò per l'ultima volta nel 549, mentre a Bisanzio esse furono disputate fino alla conquista veneziana del 1204.
Nel Medioevo si tenevano corse di cavalli nelle città o lungo le strade (palii alla lunga), oppure intorno alle piazze (palii alla tonda o al giro), fra cavalli montati a pelo. Ne sono tipico esempio in Italia i palii e le corse dei Barberi, il più antico dei quali potrebbe essere il Palio di Asti, che risale al XII secolo, mentre il più famoso è il Palio di Siena, che nell'attuale forma risale al 1633 (il palio alla lunga di Siena risale a prima del 1239). Nella zona limitrofa, si presenta con un circuito panoramico in salita, il Palio di Casole d'Elsa che risale a metà 800.
L'ippica moderna si è sviluppata in Inghilterra (e, in particolare, a Newmarket) nel corso dei secoli XVII e XVIII, dove sono state elaborate le regole dei diversi tipi di gara (galoppo, trotto e ostacoli) e dove è stata selezionata la razza purosangue inglese.

## Descrizione

### Specialità

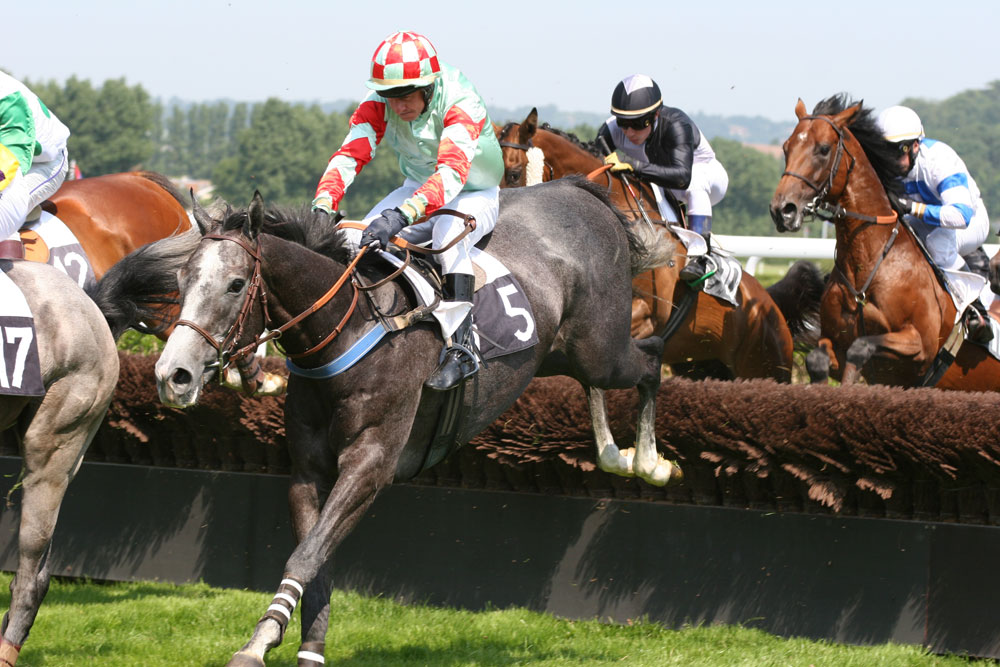
Corsa Steeple-chases

L'ippica è tipicamente suddivisa nelle seguenti specialità:
- trotto
  - trotto tradizionale
  - trotto montato
  - pariglie
- galoppo
  - corse in piano
  - corse a ostacoli (steeple-chases e cross country)

## Il mondo delle scommesse in Italia
Essendo l'Ippica uno sport che mette a confronto diretto vari concorrenti, è anche una delle principali attrattive per gli appassionati di scommesse. La maggior parte delle puntate viene effettuata ai picchetti degli ippodromi e nelle apposite sale corse.
Gli enti che hanno gestito il patrimonio equino italiano, il circuito italiano dell'ippica sono stati l'U.N.I.R.E. (Unione Nazionale per l'Incremento delle Razze Equine), dal 15 luglio 2011 ridenominata A.S.S.I (Agenzia per lo Sviluppo del Settore Ippico) mentre oggi l'intero settore ippico italiano è sotto il controllo del Ministero dell'Agricoltura, della Sovranità alimentare e delle Foreste (Masaf). Il relativo sistema di giochi e scommesse era gestito da Unire e A.s.s.i., ma da qualche anno la gestione è passata al Ministero delle Finanze.